# Tugomirić család
A Tugomirić (vagy Tugomerić, Tugomorić) család egyike volt a Horvát Királyság azon tizenkét törzsi nemzetségének, amelyet a Pacta conventa is említ.

## A név eredete
A család nevét gyakran összefüggésbe hozzák Tougának, a fehér horvátok egyik törzsfőjének személynevével, aki a 10. századi leírás, a De Administrando Imperio szerint nővérével és öt fiú testvérével vezette a horvát törzseket a mai Horvátországba való vándorlásuk során. Vjekoslav Klaić megjegyezte, hogy 852-ben volt egy Tugari nevű település a Horvát Királyságban, amelyet a latin források Tugaraninak és Tugarininek neveztek. A történeti forrásokban a családnév többek között a Tugomirik, de progenie Tugumorich, de parentella Tugomirich alakokban is szerepel.

## Története
A törzs eredetileg a Podgora zsupánia területén, vagyis a Velebit-hegység környékén a Zrmanja folyóig terjedő területen telepedett le. A településterület központja Bag volt. Időközben a 13. század közepén azonban birtokaikat a bribiri Šubić  I. Pál  elfoglalta, így két irányba vándoroltak szét: a család egyik része Krk szigetére, a másik része pedig Zára vidékére és Lika területére.
A nemzetség legkorábbi feltételezett tagja Mirogus de genere Tugomirorum zsupán, egyike a Pacta conventában említett tizenkét nemesnek, akik Kálmán királlyal tárgyaltak. A Pacta conventa azonban a legtöbb szakember szerint valószínűleg a 14. század közepéről származó hamisítvány. A Tugomirić család 1189-től élt Zára vidékén, ekkor említik Tolisius Tugomiriket, és egészen 1456-ig találjuk itt a családot, amikor utoljára említik őket ezen a területen. A 14. század második felében és a 15. század elején a Šegotić-ág tagjainak sikerült birtokot szerezniük Zára vidékén, valamint a Nini és Lukai zsupánia területén, ahol bíróvá választották őket.
1248-ban a Tugomorić családot egy, négy krki horvát nemesi családot tartalmazó irat említi. Valószínűleg Vrbnik városában és környékén éltek. A források alapján úgy tűnik, hogy 1513-ig éltek Likában, a Mogorović nemzetség területén, Ribniktől délre, ahol Tugomerići települést alapították. A család egy része délre, az Omišhoz közeli Poljicába költözött. A régióban található Tugare község neve is a Tugomirić családhoz kötődik. Mivel birtokaikat az Oszmán Birodalom hódítása fenyegette,  a 16. század elején folyamatosan vándoroltak északra, Szlavóniába és Magyarországra, valamint az Isztriára és nyugatra, az Appennini-félszigetre.
A 15. század végére a Tugomerićire települt család öt ágra tagolódott: Babić, Sučić, Surotvić vagy Surotnić, valamint a Piplić és Veseličić családokra, amelyek tagjait Mogorović család felügyelete mellett rendszeresen választották bírói és közigazgatási tisztségekbe Lika megyében.
A krki nemesi családok fent említett jegyzékében Andrija Žic, Milonja Žic, Sprecije Dominikov és mások szerepelnek a Tugomirić család tagjaként. Ennek megfelelően a Krken, különösen Punaton még ma is elterjedt Žic vezetéknév valószínűleg a Tugomirić családtól származik. Ezért, mivel a Žic család eredetileg Vrbniken élt, a feltételezések szerint a Tugomirić család szálláshelye is ott volt. Mivel úgy tartják, hogy a híres Frangepán család is Krkről származott, fennáll a kapcsolatuk lehetősége a Tugomirić családdal.